# Monomit
Monomit – w mitologii oznacza podróż lub zadanie podejmowane przez mitycznego bohatera, który przechodzi przez szereg etapów, do których należą: Odejście z domu, Przygoda w nieznanym świecie i Powrót z nowym zrozumieniem. Życie bohatera często rozpoczyna się poprzez cudowne poczęcie i narodziny, często z dziewicy, po czym nowy bohater prawie natychmiast staje w obliczu zagrożenia.
Joseph Campbell objaśnia monomit w swojej wpływowej książce Bohater o tysiącu twarzy. Pojęcie to zostało zaczerpnięte przez niego od Jamesa Joyce'a.